# 冯东明
冯东明（1958年—），汉族，中华人民共和国政治人物、第十一届全国政协委员。
担任新疆维吾尔自治区工商联副主席、美克投资集团有限公司董事长。2008年，当选第十一届全国政协委员，代表中华全国工商业联合会，分入第二十一组。